# Municipio de Haag
El municipio de Haag (en inglés: Haag Township) es un municipio ubicado en el condado de Logan en el estado estadounidense de Dakota del Norte. En el año 2010 tenía una población de 25 habitantes y una densidad poblacional de 0,27 personas por km².

## Geografía
El municipio de Haag se encuentra ubicado en las coordenadas 46°19′36″N 99°6′1″O / 46.32667, -99.10028. Según la Oficina del Censo de los Estados Unidos, el municipio tiene una superficie total de 93.14 km², de la cual 93,14 km² corresponden a tierra firme y (0 %) 0 km² es agua.

## Demografía
Según el censo de 2010, había 25 personas residiendo en el municipio de Haag. La densidad de población era de 0,27 hab./km². De los 25 habitantes, el municipio de Haag estaba compuesto por el 100 % blancos. Del total de la población el 0 % eran hispanos o latinos de cualquier raza.